# احساس‌گرایی
احساس گرایی (به انگلیسی: Sensualism) فلسفه‌ای که در آن هدف پیگیری بیش از حد از لذات و علایق نفسانی است. فلسفه‌ای که دکترین اخلاقی آن بر مبنای این است که احساس تنها معیار شناخت خوبی است. در شناخت‌شناسی تنها راه شناخت واقعی توسط احساس ایجاد می‌گردد. این ممکن است که ایده‌ای انتزاعی باشد. پیشینه این مکتب به فلسفه یونان بازمی‌گردد. از اولین‌ها می‌توان به اپیکور در لذت‌گرایی یا رواقیون اشاره کرد.
اصالت احساس (به انگلیسی: Sensualism) باور کسانی است که می‌گویند منشأ تمام معارف انسانی احساس است. بعدها احساس گرایی توسط احساس‌گرایان انگلیسی مانند جان لاک و دیوید هیوم و انجمن‌های انگلیسی مانند توماس بروان، دیوید هارتلی و جوزف پریستلی گسترش یافت. در قرن نوزدهم اثبات‌گرایانی چون اگوست کنت، امیل لیتره، ایپولیت تن و هربرت اسپنسر مورد توجه بسیاری قرار گرفت.